# لیزا اسنایدر
 لیزا اسنایدر (انگلیسی: Liza Snyder؛ زادهٔ ۲۰ مارس ۱۹۶۸) یک هنرپیشه اهل ایالات متحده آمریکا است. 